# Maruševec
Maruševec je opčina ve Varaždinské župě v Chorvatsku. Opčinu tvoří 16 sídel. V roce 2011 žilo v celé opčině 6 381 obyvatel, v samotné vesnici Maruševec 460 obyvatel.

## Části opčiny
| - Bikovec - Biljevec - Brodarovec - Cerje Nebojse - Čalinec - Donje Ladanje - Druškovec - Greda | - Jurketinec - Kapelec - Korenjak - Koretinec - Koškovec - Maruševec - Novaki - Selnik |